# Ферстель, Генрих фон
Генрих фон Фе́рстель (нем. Heinrich von Ferstel; 7 июля 1828[…], Вена — 14 июля 1883[…], Гринцинг) — барон, австрийский архитектор, один из крупнейших представителей историзма в архитектуре.

## Биография
Генрих фон Ферстель родился в семье высокопоставленного банковского чиновника. Архитектуру изучал в Венской академии искусств у Эдуарда ван дер Нюлля и Августа Зикарда фон Зикардсбурга.
В 1855 году получил государственную стипендию для образовательной поездки в Италию. Перед этой поездкой Ферстель предоставил свой проект (в неоготическом стиле) на конкурс по строительству церкви (Вотивкирхе) на венской Рингштрассе. Находясь в Неаполе, архитектор узнал, что его проект завоевал первый приз, а также 4000 гульденов. Благодаря этой победе имя Ферстеля уже в 1855 году обрело известность. Он строит ещё несколько официальных зданий в центре Вены и на Рингштрассе.
После возведения построек в стиле романтического историзма (например, дворец Ферстеля), архитектор обратился к более умеренному и строгому стилю.
Помимо этого, Генрих фон Ферстель преподавал также в Высшей политехнической школе Вены, профессор. Среди его учеников был, в частности, Август Оттмар Эссенвейн. Сын Макс также стал архитектором.

## Здания и проекты (избранное)
- Проект замка Трмице[чеш.], 1852—1857.
- Вотивкирхе, Вена. Проект: 1855, строительство: 1856—1879[5].
- Здание биржи и банка на Фрайунге (ныне дворец Ферстеля) в Вене, 1860.
- Вилла Висгрилл (нем. Wisgrill) в Гмундене, 1860 (снесена в 1962 году).
- Дворец Бергла в Брно, 1860–1863[5].
- Красный костёл в Брно, 1862—1867[5].
- Костёл Святой Елизаветы Венгерской[чеш.] в Теплице, проект в 1862, строительство в 1864—1877 году.
- Дворец Вертгейма на площади Шварценбергплац в Вене, 1864—1868.
- Музей искусства и индустрии (ныне Музей прикладного искусства) в комплексе с Высшей школой, Вена, 1868—1871.
- Дворец эрцгерцога Людвига Виктора на площади Шварценбергплац в Вене, 1869.
- Гимназия Васагассе[англ.] в районе Альзергрунд, Вена, 1869—1871.
- Вилла Вартольц[англ.] в Райхенау-ан-дер-Ракс, 1870–1872.
- Редизайн интерьера, в частности, возведение главного алтаря костёла Святого Иакова Старшего в Брно, 1871–1881.
- Школа прикладного искусства (ныне Университет прикладного искусства), 1871—1884[5].
- Садовый дворец Лихтенштейнов на Фюрстенгассе в Вене, 1873–1875.
- Евангелический костёл Спасителя[пол.] в Бельско-Бяла, перестроена 1881—1882.
- Башня Собора Святого Стефана в Литомержице, 1881–1883.
- Здание страхового общества Ллойда (дворец Ллойда)[итал.] в Триесте, 1883.
- Главное здание Венского университета, 1883.

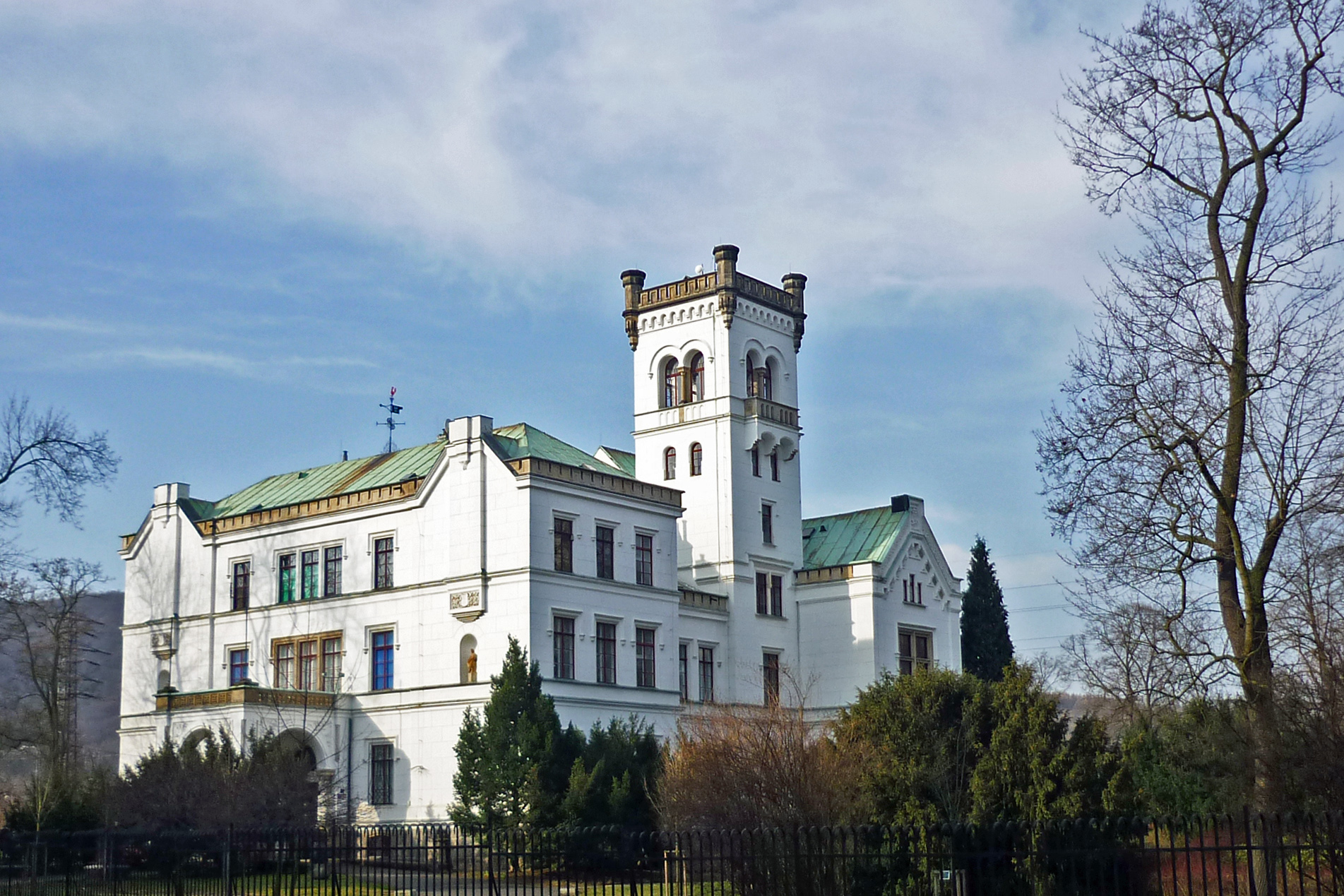
Замок Трмице
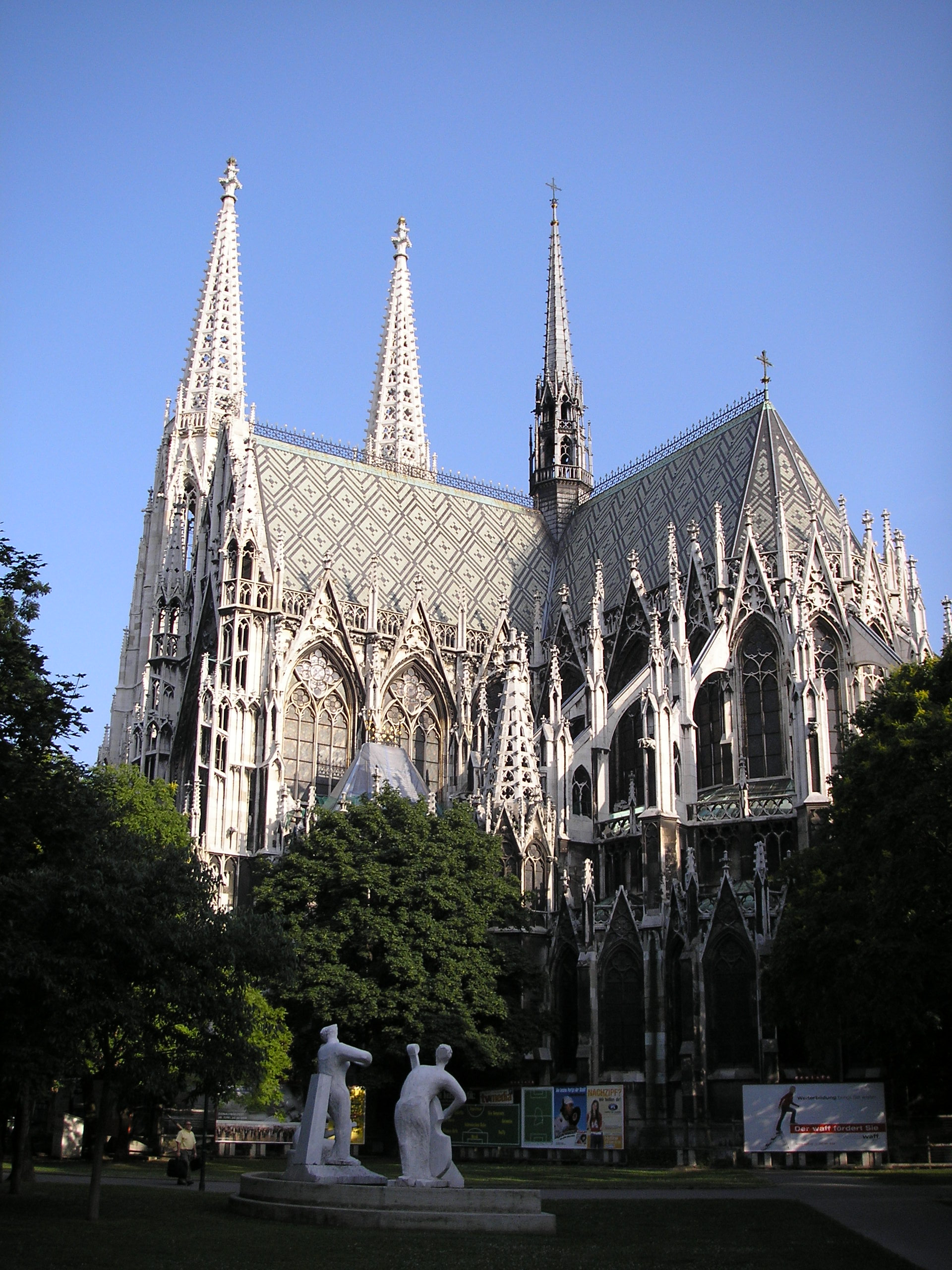
Вотивкирхе, Вена
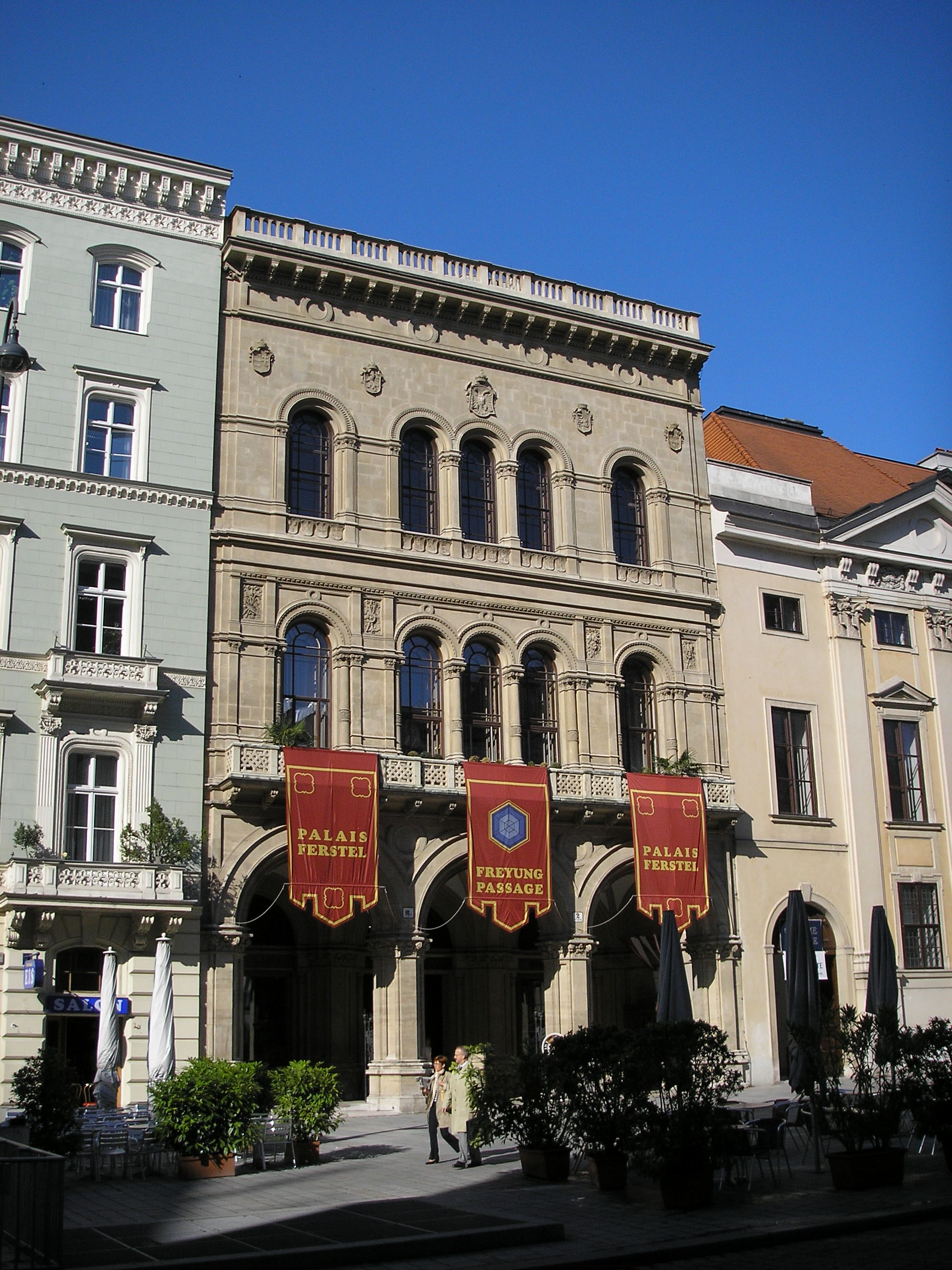
Дворец Ферстеля, Вена. Вход с площади Фрайунг. Справа дворец Гаррахов, слева дворец Хардегг[нем.]
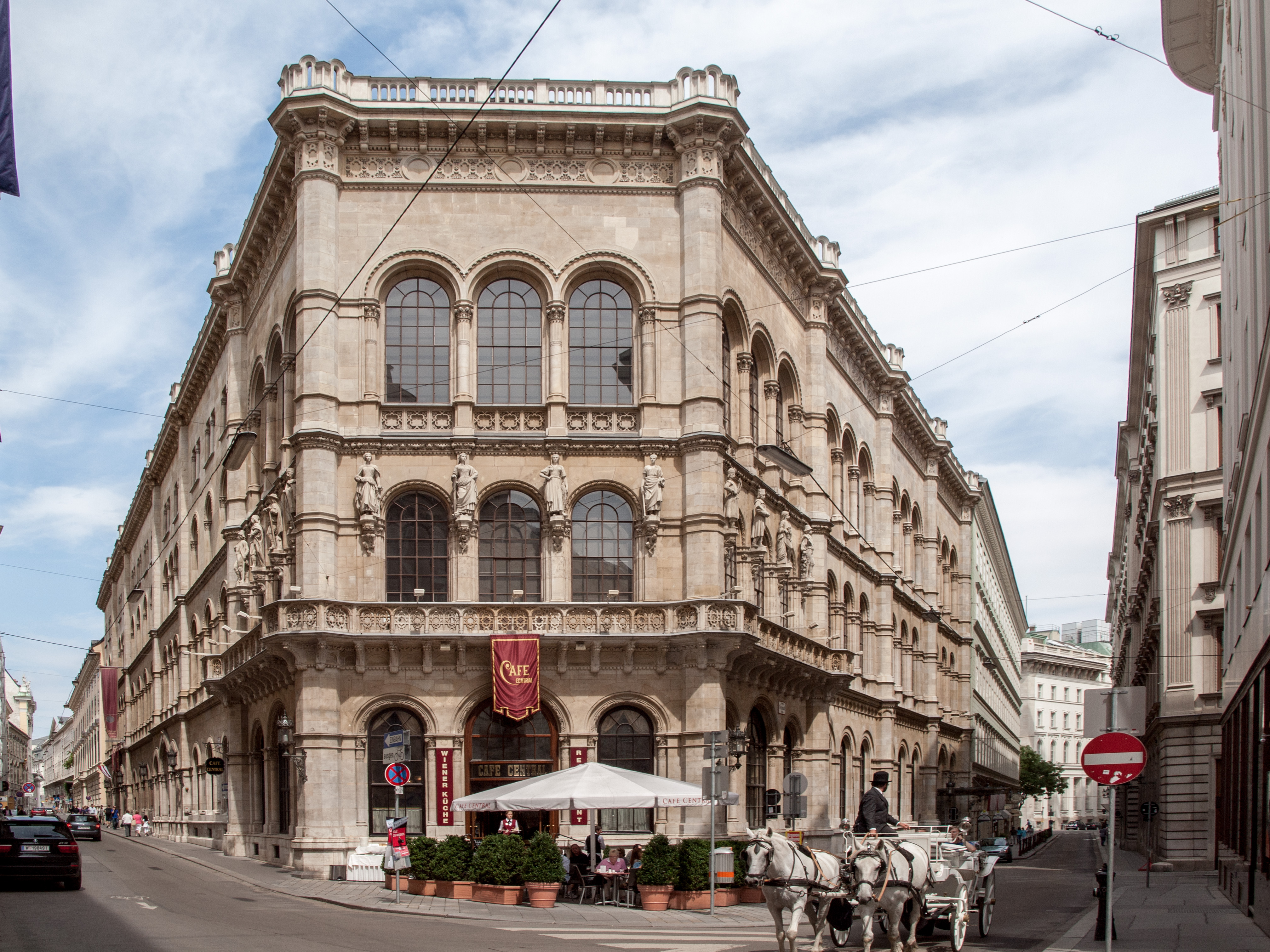
Фасад дворца Ферстеля на Херренгассе[англ.]. Вход в кафе «Централь»
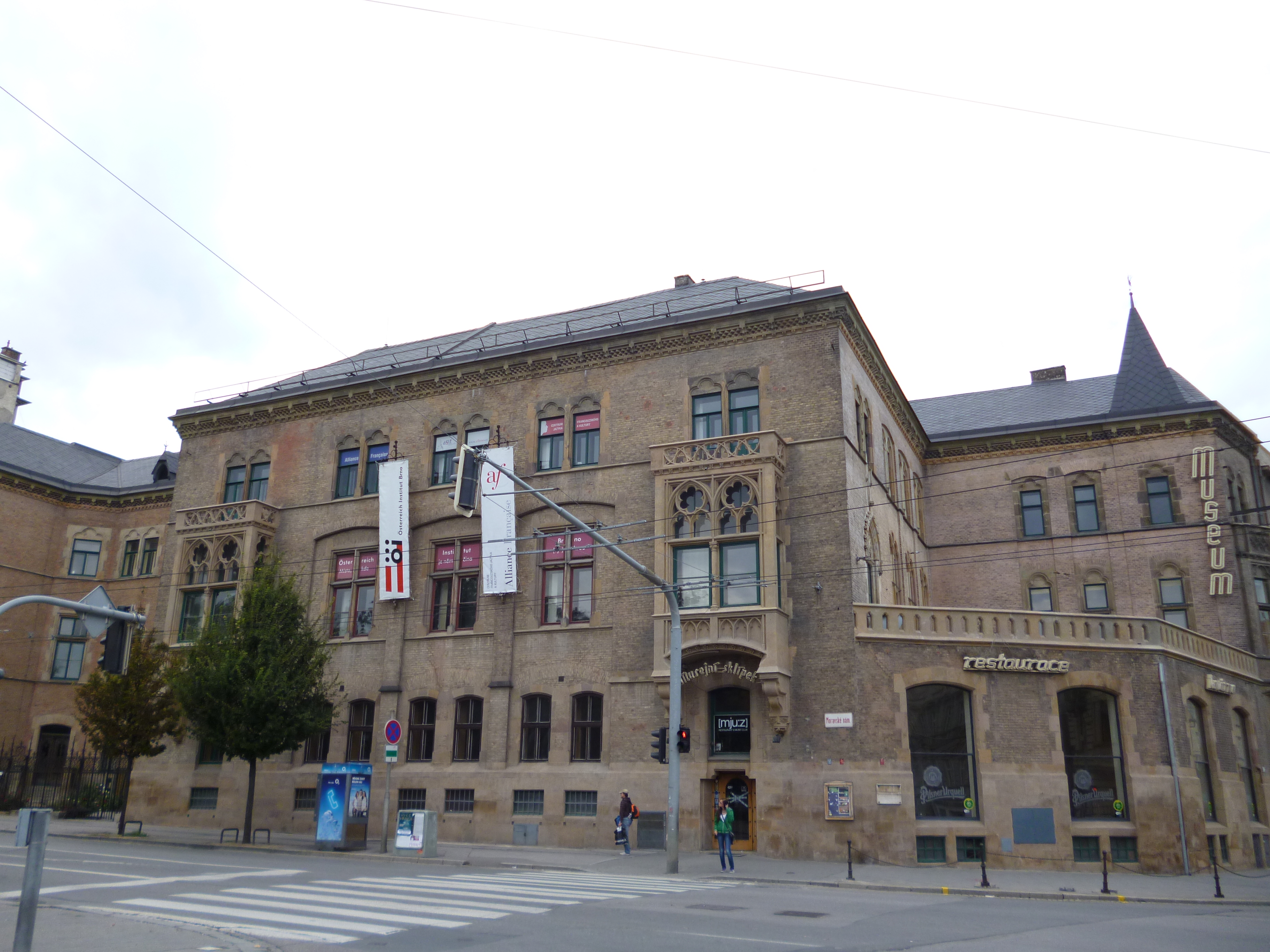
Дворец Бергла, Брно
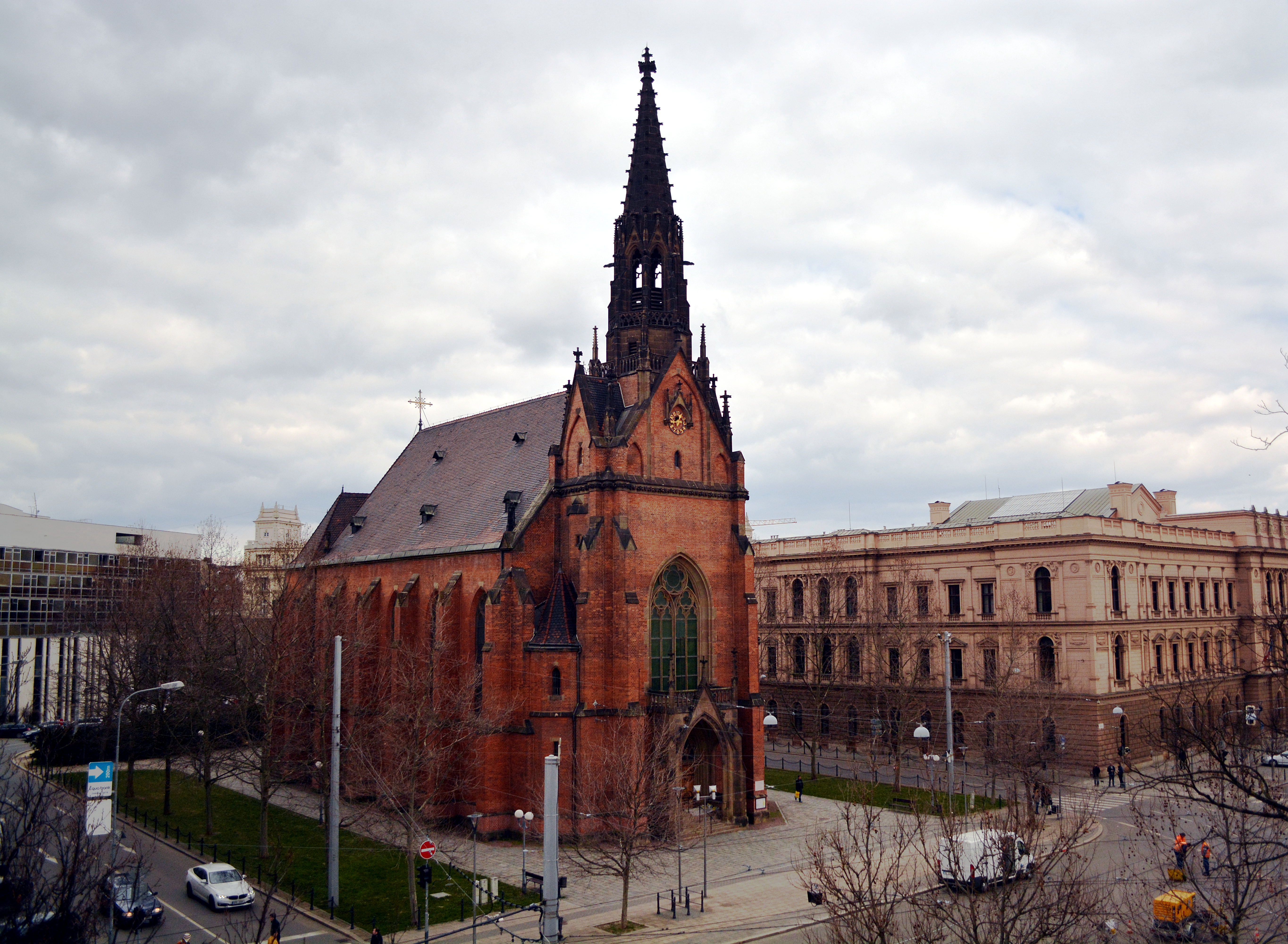
Красный костёл, Брно
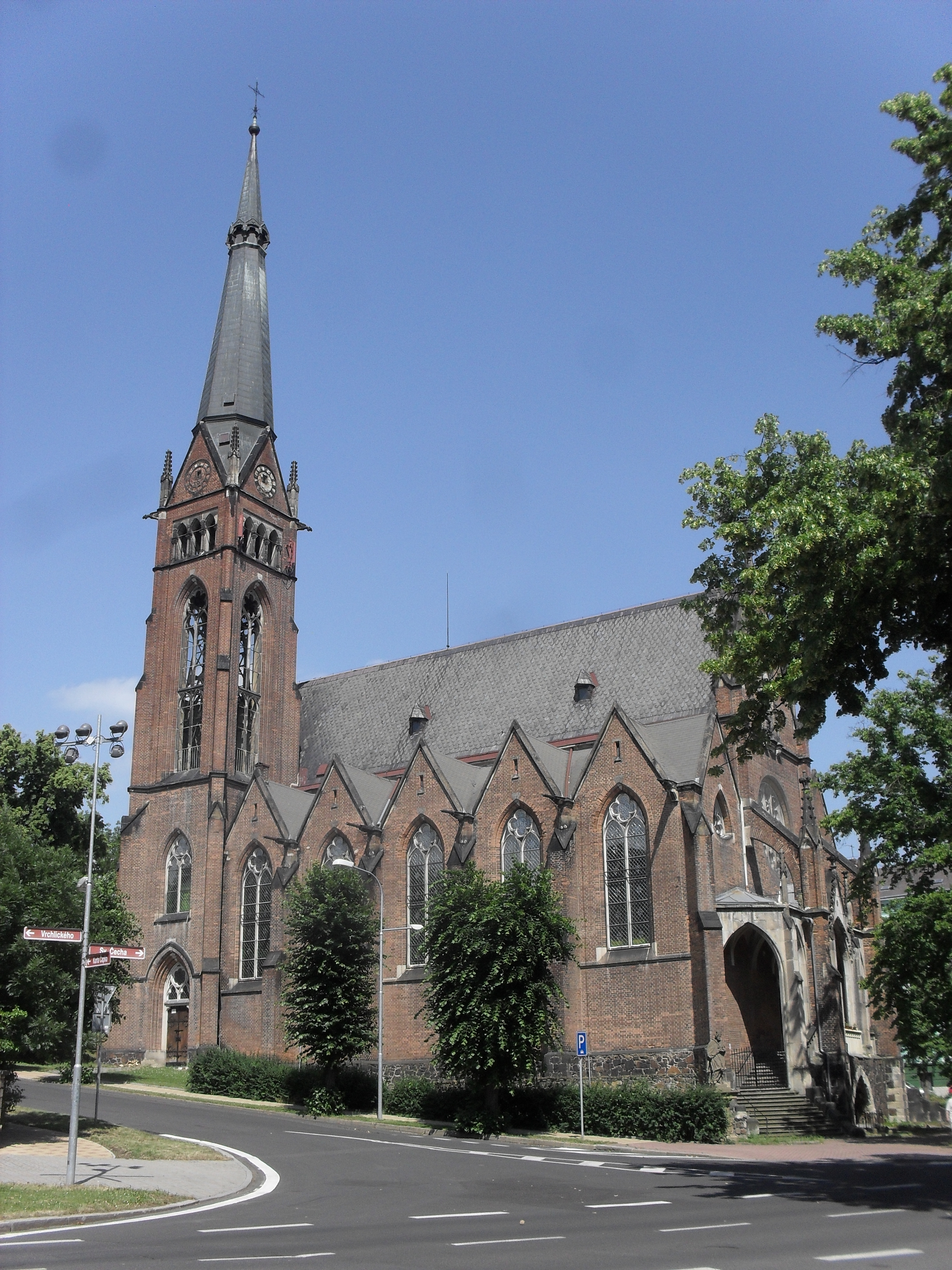
Костёл Святой Елизаветы Венгерской, Теплице
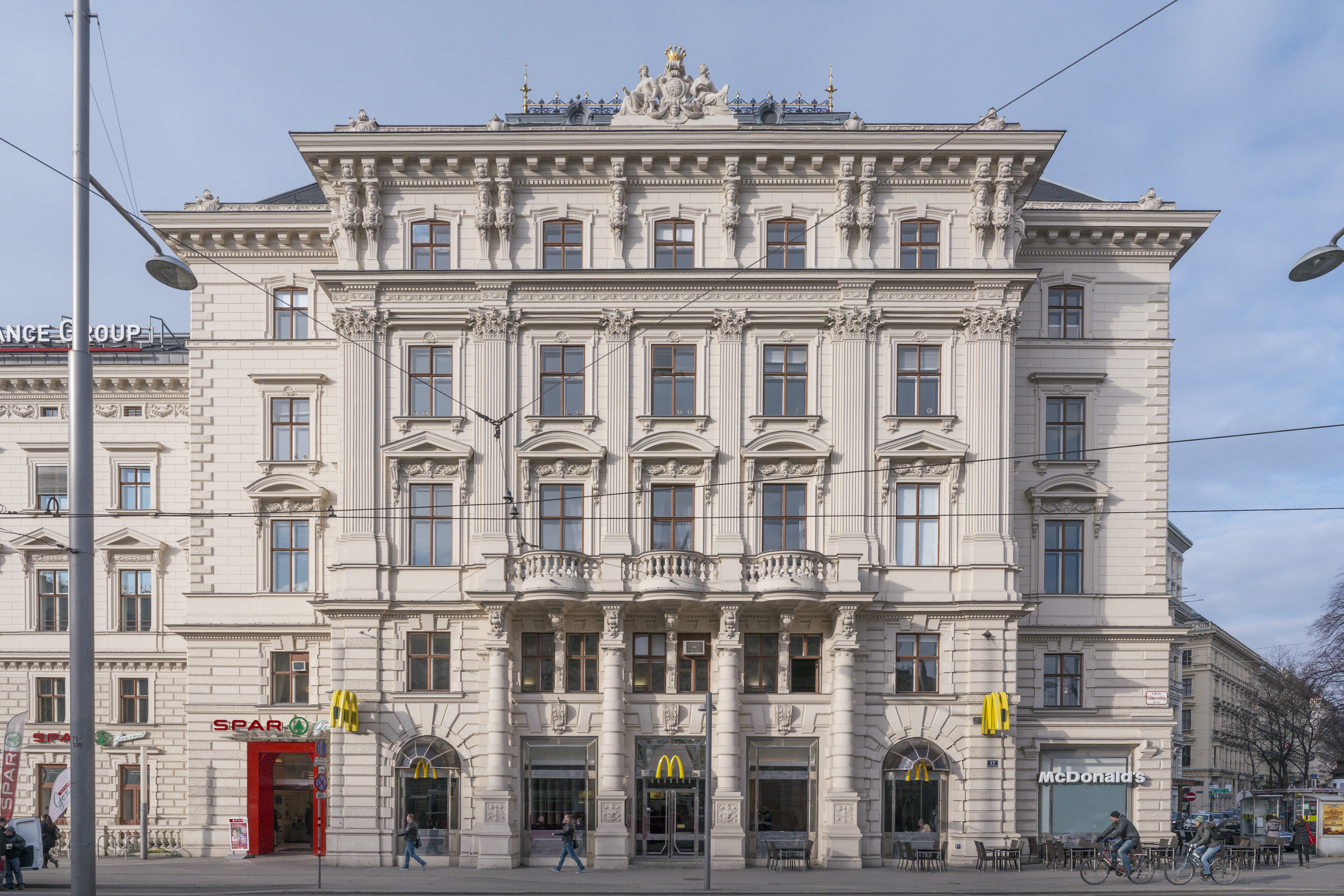
Дворец Вертгейма на площади Шварценбергплац в Вене
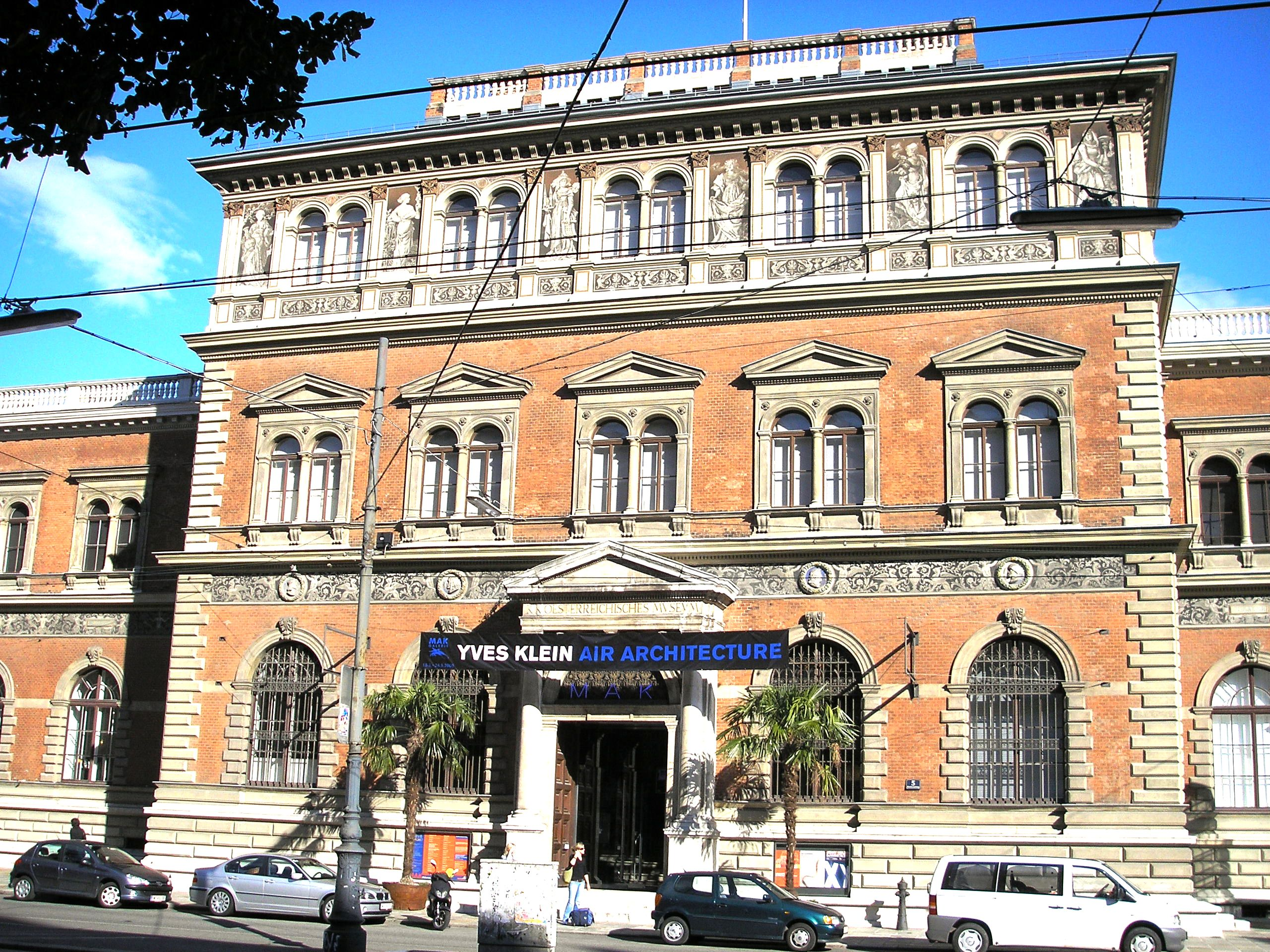
Музей прикладного искусства, Вена
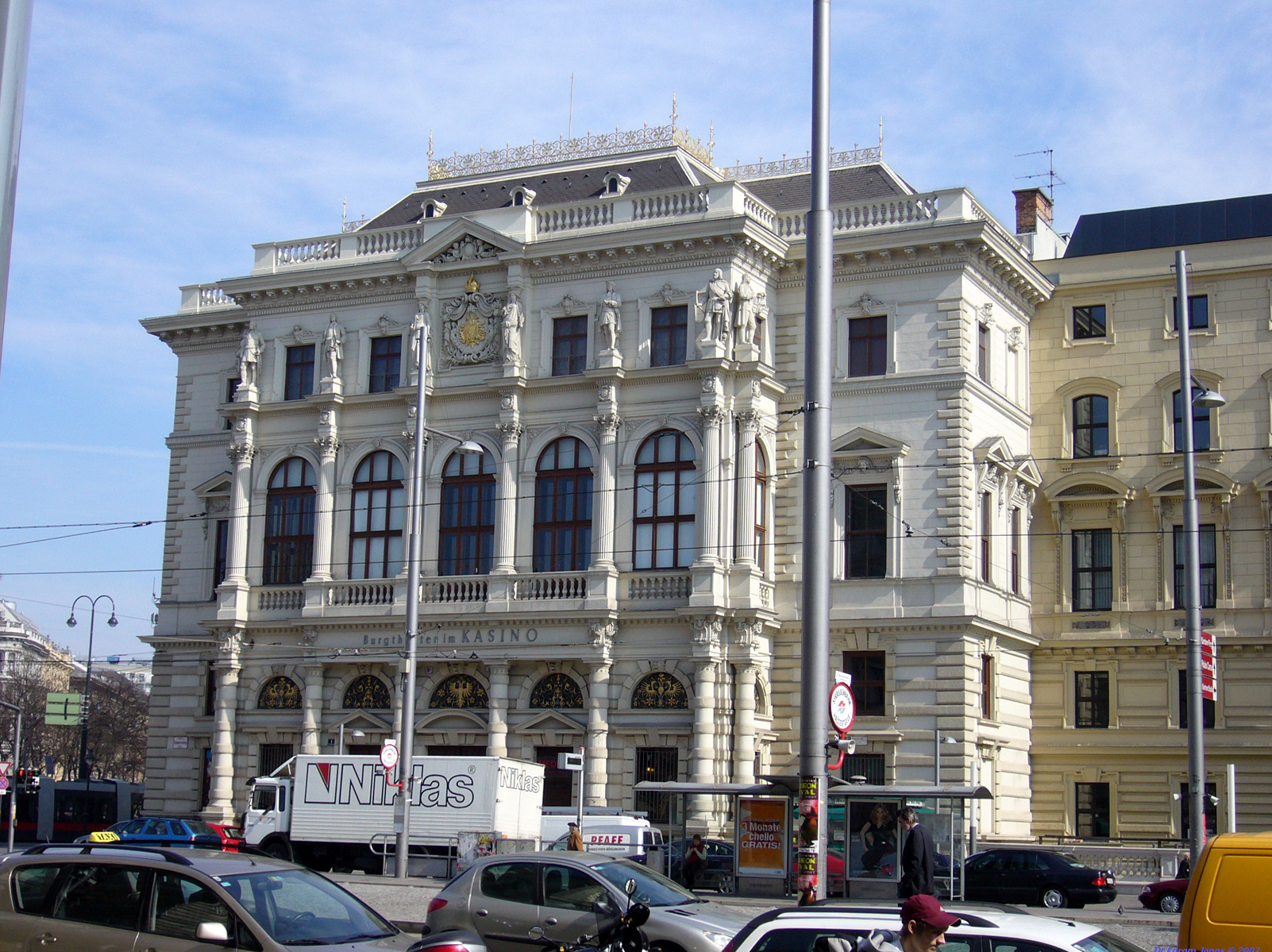
Дворец эрцгерцога Людвига Виктора на площади Шварценбергплац в Вене
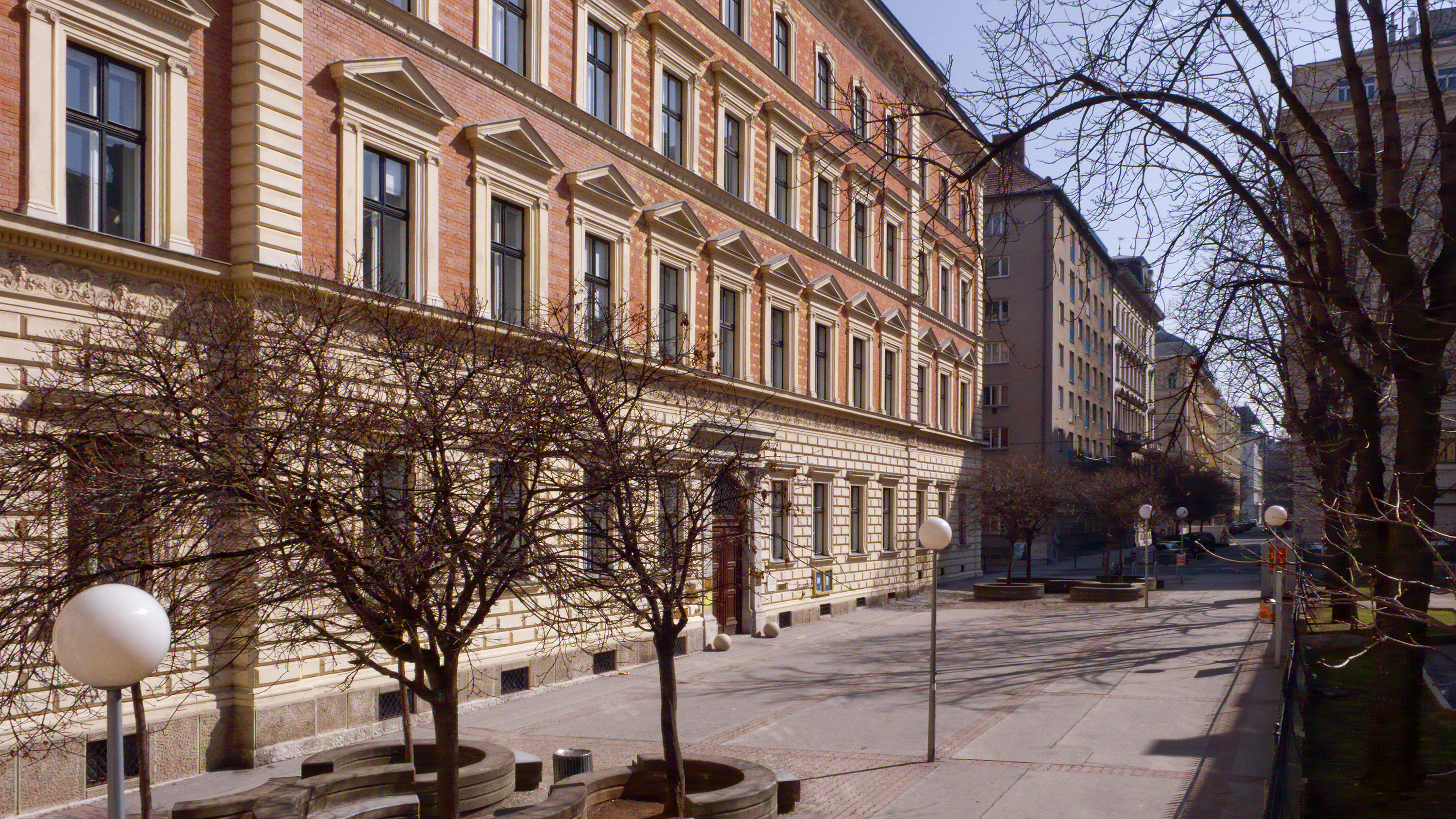
Гимназия Васагассе в районе Альзергрунд, Вена
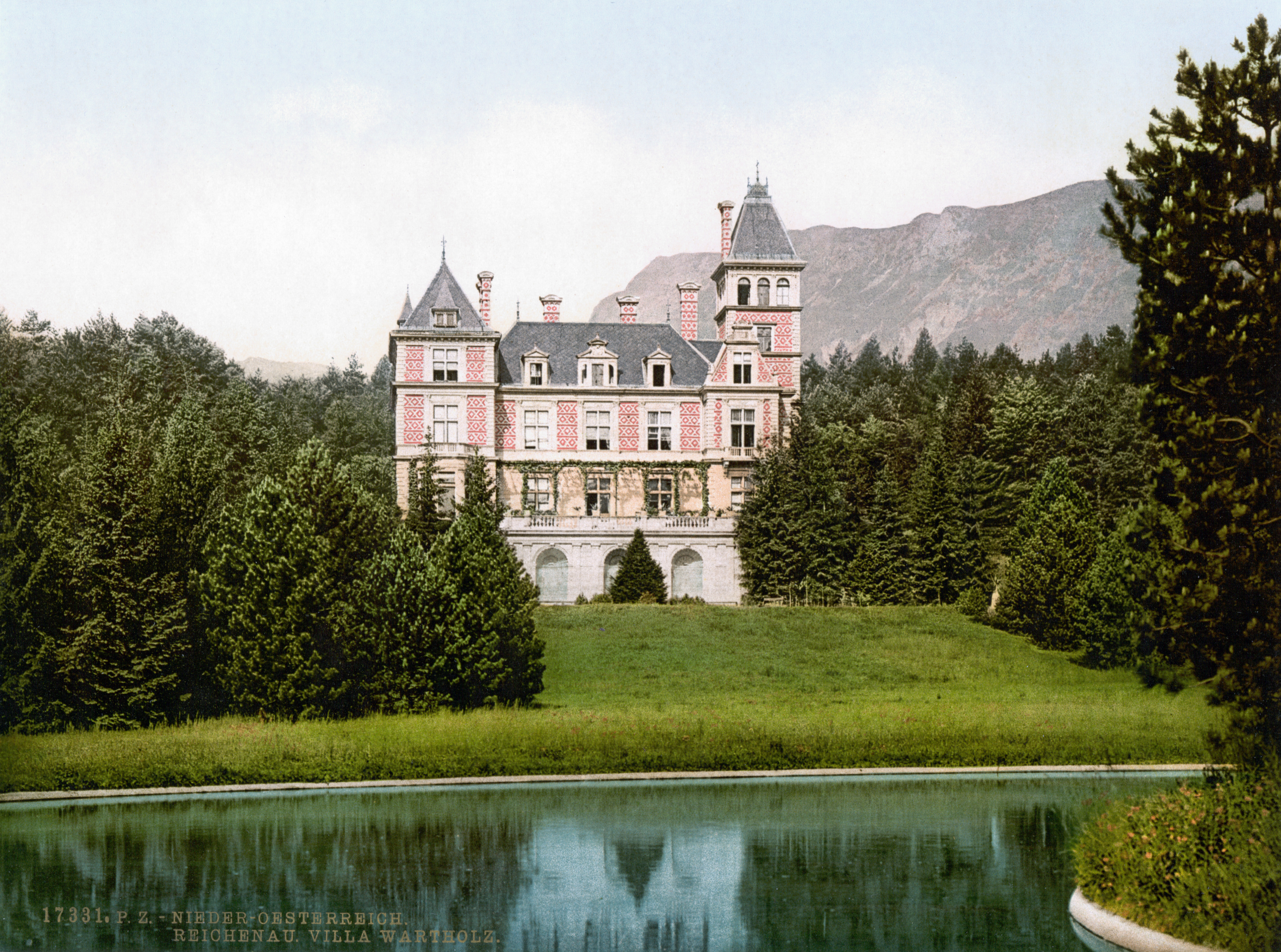
Вилла Вартольц в Райхенау-ан-дер-Ракс
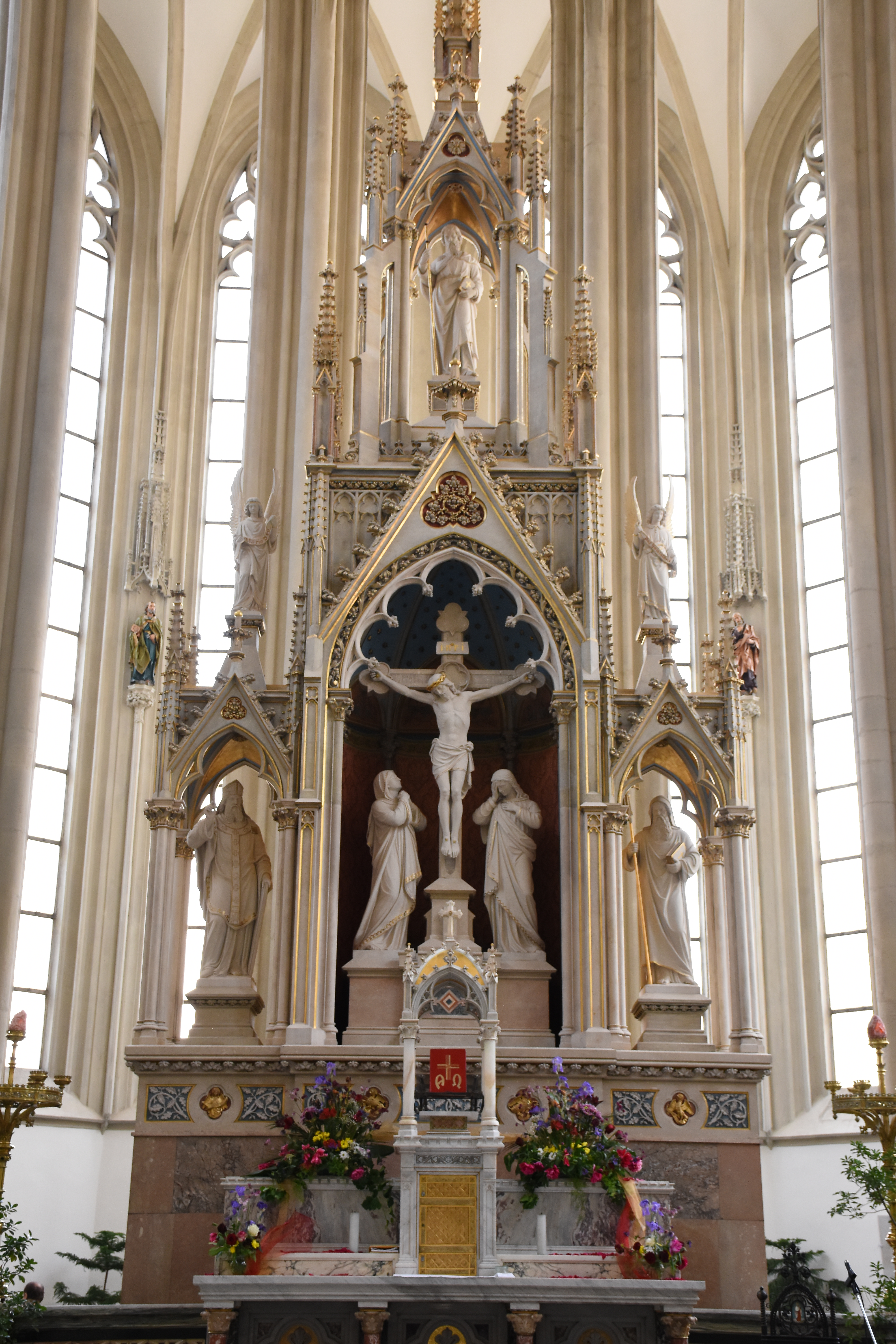
Главный алтарь Костёла Святого Иакова Старшего в Брно
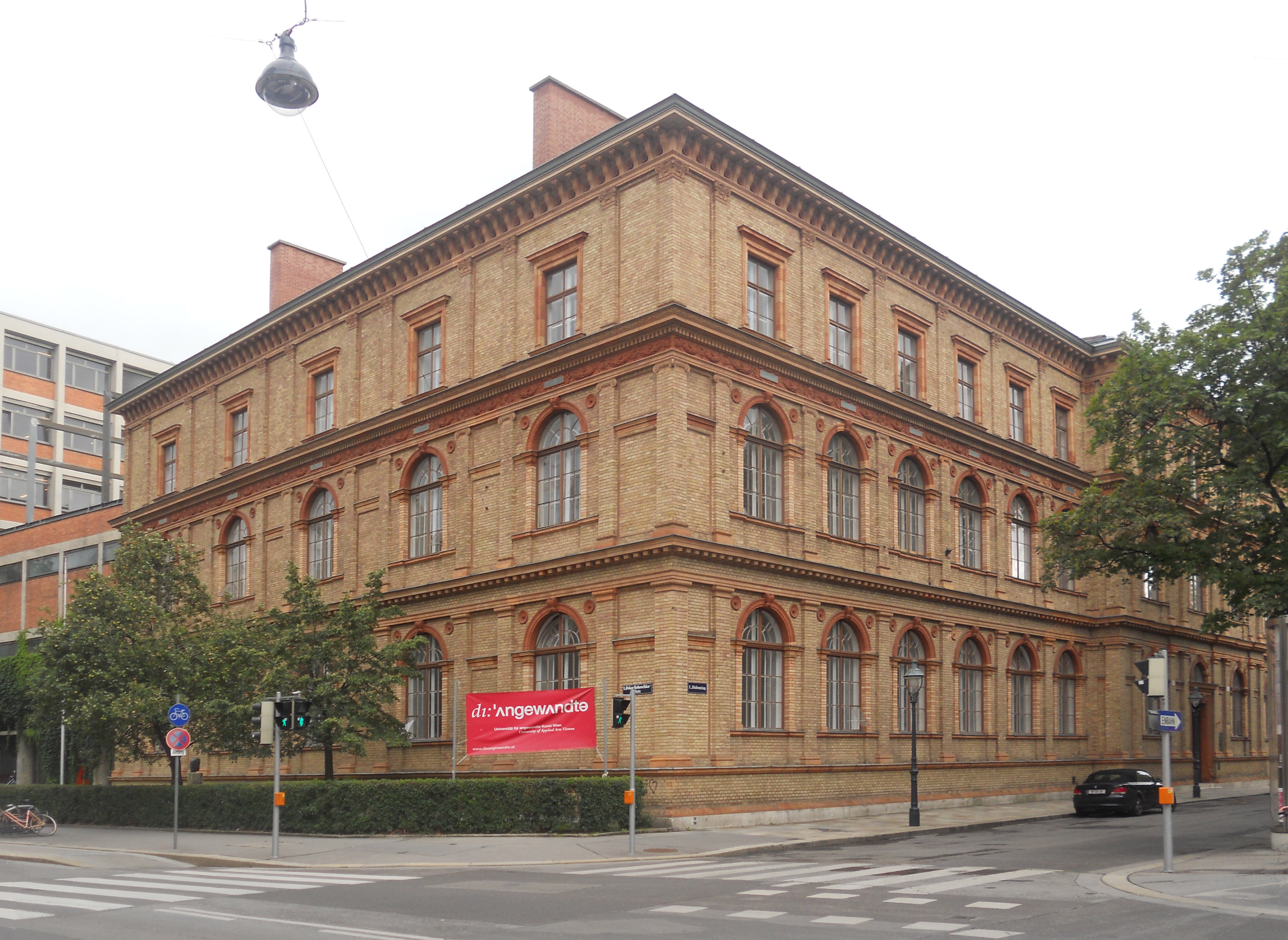
Венский университет прикладного искусства
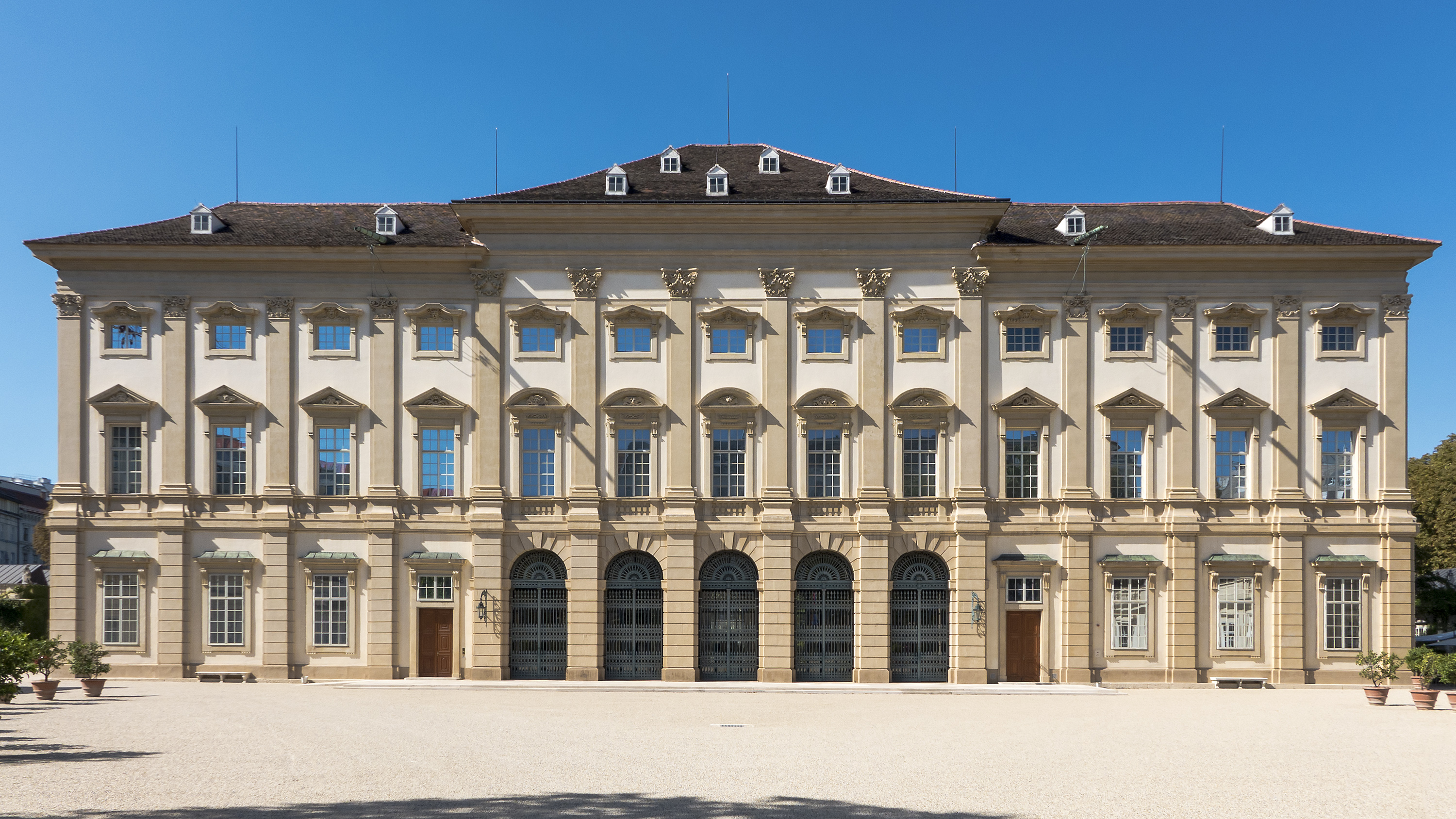
Садовый дворец Лихтенштейнов на Фюрстенгассе в Вене
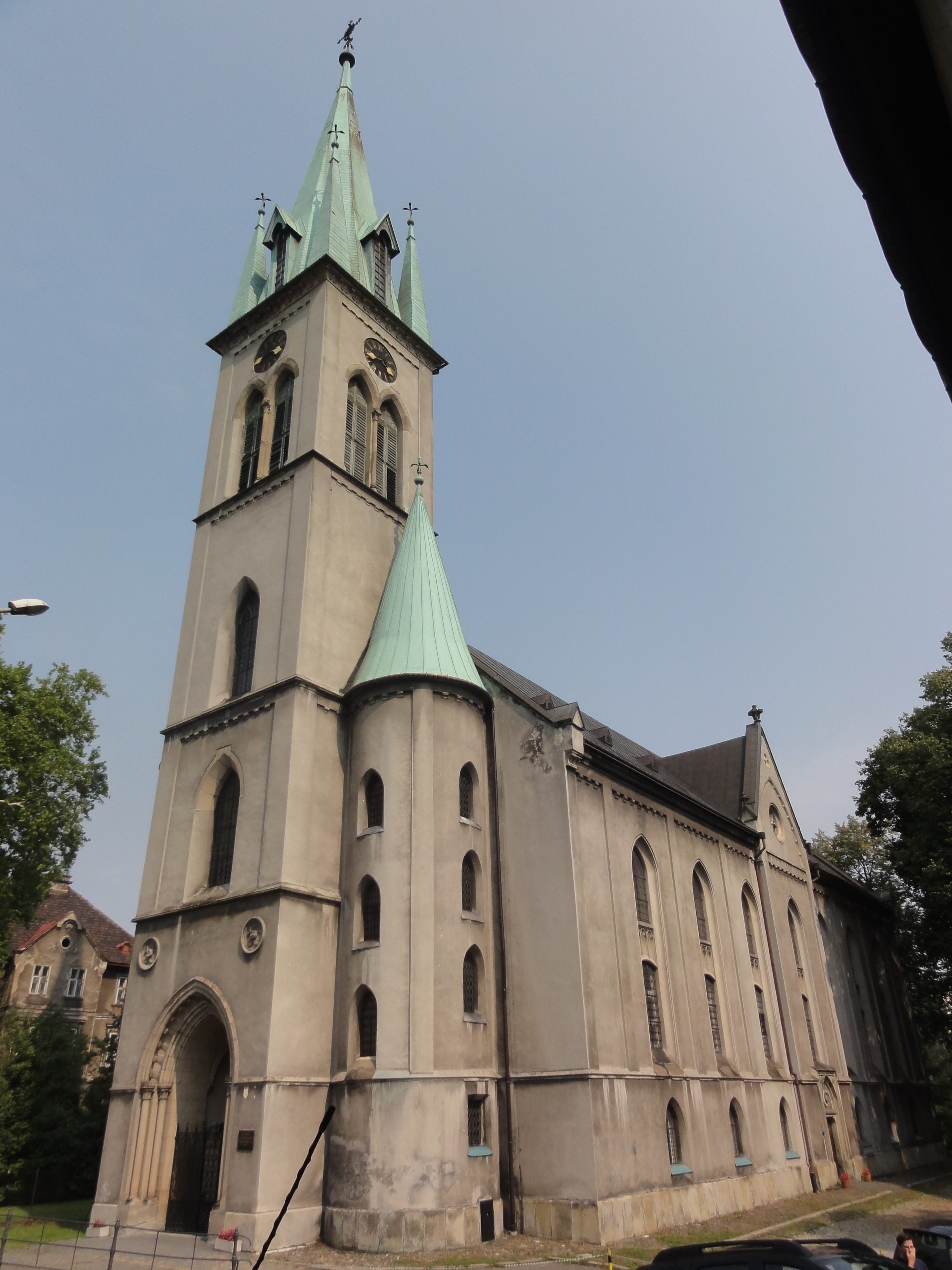
Евангелический костёл Спасителя в Бельско-Бяла
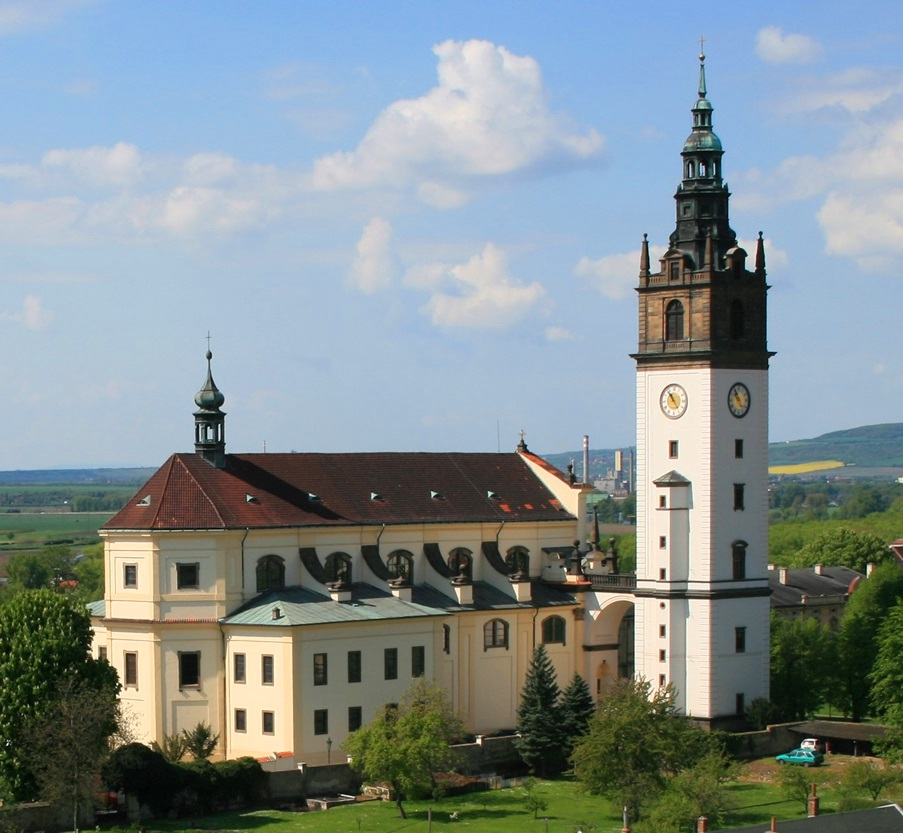
Собор Святого Стефана в Литомержице и его главная башня
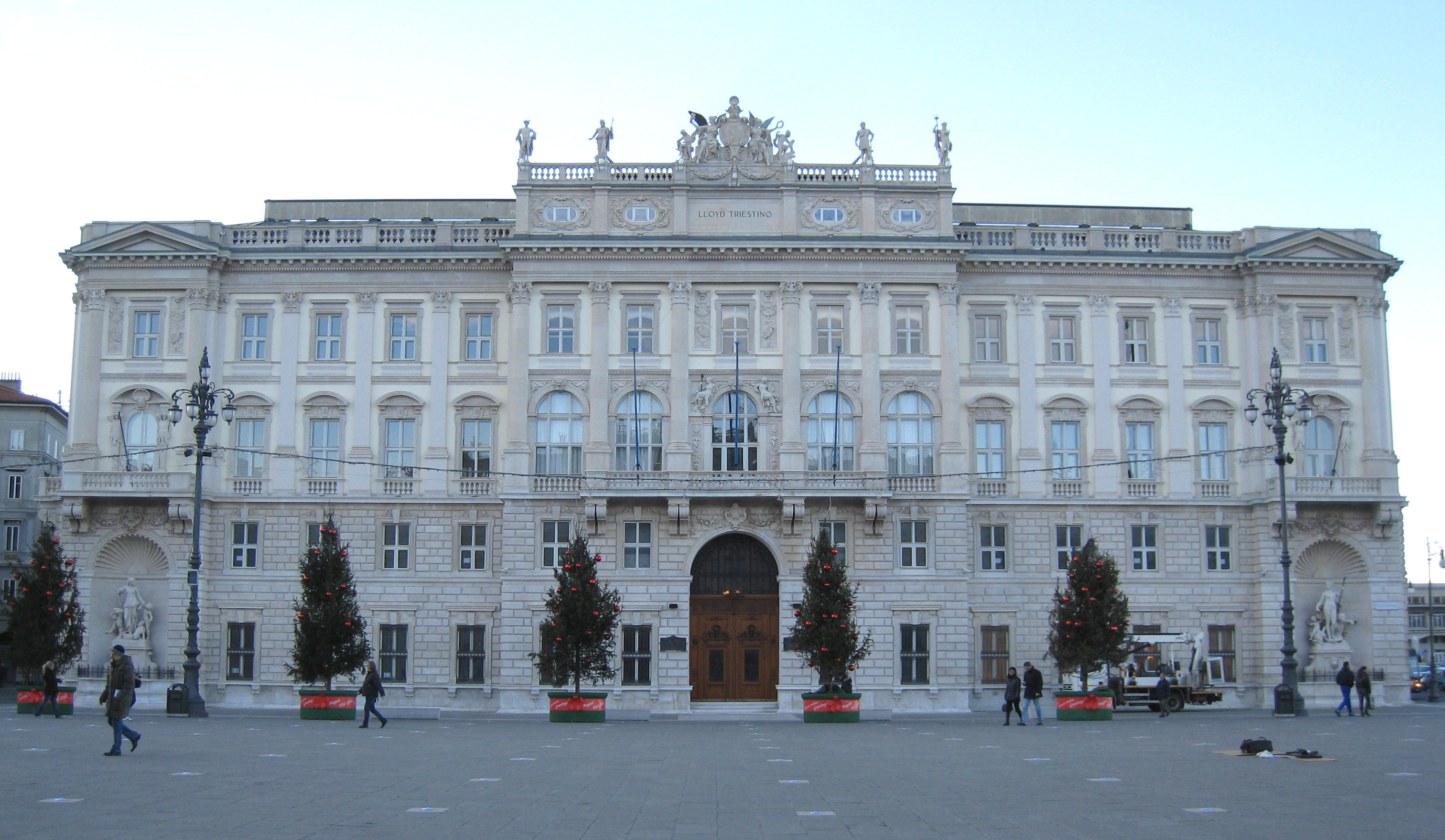
Здание страхового общества Ллойда в Триесте
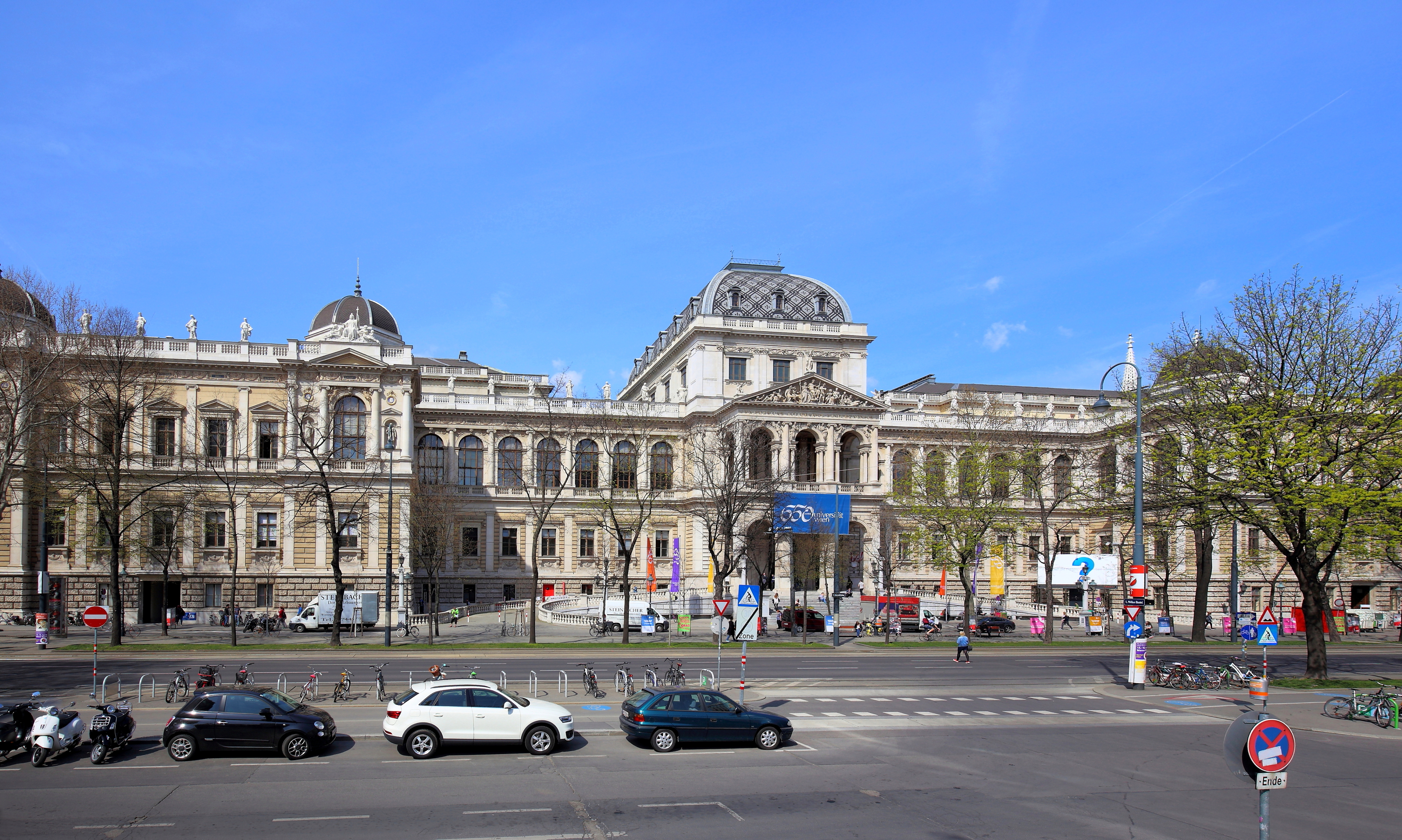
Главное здание Венского университета
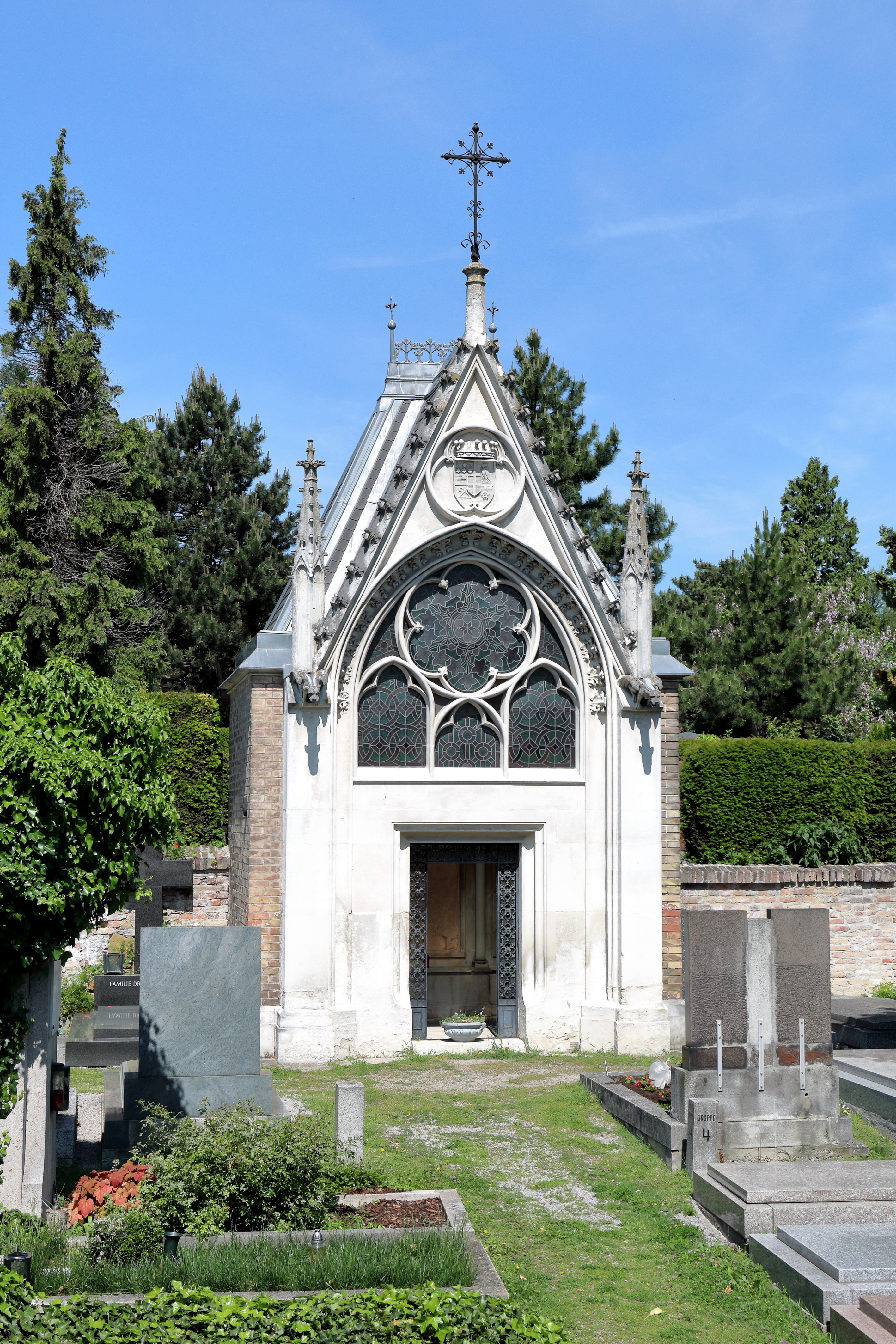
Могила Г. фон Ферстеля на Гринцингском кладбище[нем.] (по эскизу Г. фон Ферстеля)